# Теодосий Хана
Теодосий е палестински духовник, севастийски архиепископ на Йерусалимската православна църква.

## Биография
Роден е в 1965 година като Атала Хана в Рамех, Горна Галилея. Изучава теология в Йерусалим и Гърция. През 2001 година става говорител на Йерусалимската православна църква. Международно известен с активната си защита на палестинската кауза, заради която е бил арестуван от властите на Израел. Получава титлата доктор хонорис кауза на Богословския институт в София.